# Оксид индия, галлия и цинка
Оксид индия, галлия и цинка (англ. Indium gallium zinc oxide, сокр. IGZO) — полупроводниковый материал, который может быть использован как канал для прозрачных тонкоплёночных транзисторов. Эти материалы могут являться заменой аморфного кремния для активной матрицы ЖК-экранов и дисплеев OLED. Подвижность электронов этого материала в сорок раз выше, чем у аморфного кремния, что позволяет уменьшить размер пикселя (для получения разрешения намного выше, чем формат HDTV) или время отклика экрана. Новые транзисторы на базе технологии IGZO не требуют постоянного обновления своего состояния при показе неподвижного изображения. Это даёт возможность уменьшить влияние интерференции со стороны электронных компонентов экрана и сократить энергопотребление. Использование IGZO ведёт к повышению точности и чувствительности сенсорных панелей.